# Adolf Fick
Pour les articles homonymes, voir Adolph Eugene Fick (ophtalmologiste).
 (novembre 2021).
Si vous disposez d'ouvrages ou d'articles de référence ou si vous connaissez des sites web de qualité traitant du thème abordé ici, merci de compléter l'article en donnant les références utiles à sa vérifiabilité et en les liant à la section « Notes et références ».
Adolf Eugene Fick (3 septembre 1829 à Cassel - 21 août 1901 à Blankenberge) est un physiologiste allemand.

## Biographie
En 1851, il devient docteur en médecine et, en 1855, il introduit deux lois phénoménologiques sur la diffusion de la matière, connues sous le nom des lois de Fick. La première loi décrit la relation entre le flux et le gradient de concentration d'une espèce chimique diluée, et est inspirée de la loi de Fourier pour les transferts thermiques (établie en 1822). C'est Albert Einstein qui démontrera la loi de Fick en 1905 avec ses travaux sur la loi stochastique. En 1908, Jean Perrin, fondateur du CNRS et prix Nobel de physique, fut le premier à mesurer la trajectoire de particules soumises au mouvement brownien et confirma ainsi l'analyse théorique d'Einstein.
Ce physiologiste s'intéresse également à la physique médicale et invente le tonomètre, ce qui conduisit son neveu à inventer les premières lentilles de contact en 1887.